# Landeric de París
Landeric de París, en francès Landry (París?, s. VII - París, 656 o 661) fou un religiós franc, bisbe de París. És venerat com a sant en diferents confessions cristianes.

## Biografia
Se'n coneixen poques dades. El 650 esdevé bisbe de París succeint Aubert, i hi destacà per la seva caritat envers els necessitats. En temps de carestia, va vendre tots els seus béns i els repartí entre ells. Per evitar la difusió de les malalties, que sovint esdevenien epidèmies, va pensar de reunir els malalts en un lloc aïllat, per tenir-ne millor cura i evitar el contagi. Així, creà vora la catedral de Notre-Dame de París un hospital dedicat a Sant Cristòfor de Lícia, que amb el temps fou conegut com a  Hôtel-Dieu de París.
Amb altres 23 bisbes francesos, va signar els privilegis que Clodoveu II va concedir a l'Abadia de Sant Dionís en 653. En morir, cap al 661, fou succeït per Crodobert.

## Veneració
Fou sebollit a l'abadia de Saint-Germain-des-Prés, on se'n conserva part de les relíquies (n'hi ha d'altres a la parròquia de Saint-Landry, des de 1408).
La seva festa litúrgica és el 10 de juny.